# Steinsel
Steinsel (en luxembourgeois : Steesel ) est une localité luxembourgeoise et le chef-lieu de la commune portant le même nom situées dans le canton de Luxembourg.

## Géographie

### Localisation
Steinsel se situe au bord de la capitale Luxembourg ville. La commune se trouve entre les communes voisines Lorentzweiler au nord et Walferdange au sud.

### Sections de la commune
- Heisdorf
- Mullendorf
- Steinsel (siège)

### Voies de communication et transports
La commune est traversée par l'autoroute A7 et par la route nationale N7.
La commune est desservie par les autobus de la ville de Luxembourg (AVL) et par le Régime général des transports routiers (RGTR) et possède un service « City-Bus » sur réservation, le « Ruffbus Steesel ».
La commune possède une gare sur son territoire : la gare de Heisdorf.

## Histoire
La commune fut amputée des sections de Bereldange, Helmsange et Walferdange le 1er janvier 1851 pour créer la commune de Walferdange, ainsi que d’autres localités le 1er juillet 1853 pour créer la commune de Kopstal.

## Politique et administration

### Liste des bourgmestres
| Identité                            | Période          | Période         | Durée                      | Étiquette |
| Identité                            | Début            | Fin             | Durée                      | Étiquette |
| ----------------------------------- | ---------------- | --------------- | -------------------------- | --------- |
| Jean-Pierre Klein (en) (né en 1944) | 1er janvier 1998 | 28 février 2022 | 24 ans, 1 mois et 27 jours | LSAP      |
| Fernand Marchetti (d)               | 1er mars 2022    | En cours        | 3 ans et 13 jours          | LSAP      |

### Jumelages
Steinsel est jumelée avec:
- Pacé (France) depuis le 2 mai 1992, commune de l’Ille-et-Vilaine (Bretagne)

## Population et société

### Démographie
L'évolution du nombre d'habitants est connue à travers les recensements de la population effectués dans le pays depuis 1821. Les recensements décennaux de la population permettent de caler les chiffres sur la composition de la population par sexe, âge, nationalité et commune de résidence. Entre deux recensements, la population au 1er janvier de l’année {\displaystyle x} est évaluée en ajoutant à la population au 1er janvier de l’année {\displaystyle x-1} les soldes naturel (naissances {\displaystyle -} décès) et migratoire (arrivées {\displaystyle -} départs) de l'année. La même méthode est appliquée pour la répartition par âge au 1er janvier et les effectifs totaux par nationalité. Depuis le 1er septembre 2023, le Luxembourg dénombre 100 communes.
Au 1er janvier 2024, la commune comptait 5 677 habitants.
| 1821  | 1851  | 1871  | 1880  | 1890  | 1900  | 1910  | 1922  | 1930  |
| ----- | ----- | ----- | ----- | ----- | ----- | ----- | ----- | ----- |
| 1 146 | 1 494 | 1 372 | 1 361 | 1 223 | 1 203 | 1 193 | 1 308 | 1 376 |

| 1935  | 1947  | 1960  | 1970  | 1978  | 1979  | 1981  | 1983  | 1984  |
| ----- | ----- | ----- | ----- | ----- | ----- | ----- | ----- | ----- |
| 1 429 | 1 427 | 1 669 | 1 911 | 2 308 | 2 355 | 2 421 | 2 530 | 2 560 |

| 1985  | 1986  | 1987  | 1988  | 1989  | 1990  | 1991  | 1992  | 1993  |
| ----- | ----- | ----- | ----- | ----- | ----- | ----- | ----- | ----- |
| 2 600 | 2 670 | 2 760 | 2 858 | 3 008 | 3 172 | 3 521 | 3 686 | 3 817 |

| 1994  | 1995  | 1996  | 1997  | 1998  | 1999  | 2000  | 2001  | 2002  |
| ----- | ----- | ----- | ----- | ----- | ----- | ----- | ----- | ----- |
| 3 957 | 4 110 | 4 193 | 4 203 | 4 290 | 4 341 | 4 374 | 4 402 | 4 443 |

| 2003  | 2004  | 2005  | 2006  | 2007  | 2008  | 2009  | 2010  | 2011  |
| ----- | ----- | ----- | ----- | ----- | ----- | ----- | ----- | ----- |
| 4 413 | 4 450 | 4 516 | 4 520 | 4 569 | 4 687 | 4 680 | 4 665 | 4 717 |

| 2012  | 2013  | 2014  | 2015  | 2016  | 2017  | 2018  | 2019  | 2020  |
| ----- | ----- | ----- | ----- | ----- | ----- | ----- | ----- | ----- |
| 4 738 | 4 866 | 4 921 | 5 016 | 5 171 | 5 311 | 5 321 | 5 408 | 5 443 |

| 2021  | 2022  | 2023  | 2024  | - | - | - | - | - |
| ----- | ----- | ----- | ----- | - | - | - | - | - |
| 5 500 | 5 544 | 5 539 | 5 677 | - | - | - | - | - |

Pour des raisons techniques, il est temporairement impossible d'afficher le graphique qui aurait dû être présenté ici.